# 海因里希四世 (梅克倫堡)
海因里希四世（德語：Heinrich IV.，1417年—1477年3月9日），梅克倫堡公爵，1422年至1477年在位。

## 家庭
1432年，海因里希與布蘭登堡選侯腓特烈一世的女兒多蘿西亞結婚，兩人共有四個兒子：
1. 阿爾布雷希特六世（1438年—1483年）
2. 約翰六世（英语：John VI, Duke of Mecklenburg）（1439年—1474年）
3. 馬格努斯二世（1441年—1503年）
4. 巴爾塔沙（英语：Balthasar, Duke of Mecklenburg）（1451年—1507年）